# 松岡駒吉
松岡 駒吉（まつおか こまきち、1888年〈明治21年〉4月8日 - 1958年〈昭和33年〉8月14日）は、日本の政治家、労働運動家。第39代衆議院議長（在任期間・1947年5月21日 - 1948年12月23日）。戦前日本の労働運動の代表的存在。
労働者団体友愛会メンバー。ゼンセン同盟会長。世界連邦運動の推進団体である世界連邦日本国会委員会の初代会長。国際労働機関（ILO）設立時には日本使節団の労働者側代表委員を務める。

## 来歴

### 戦前

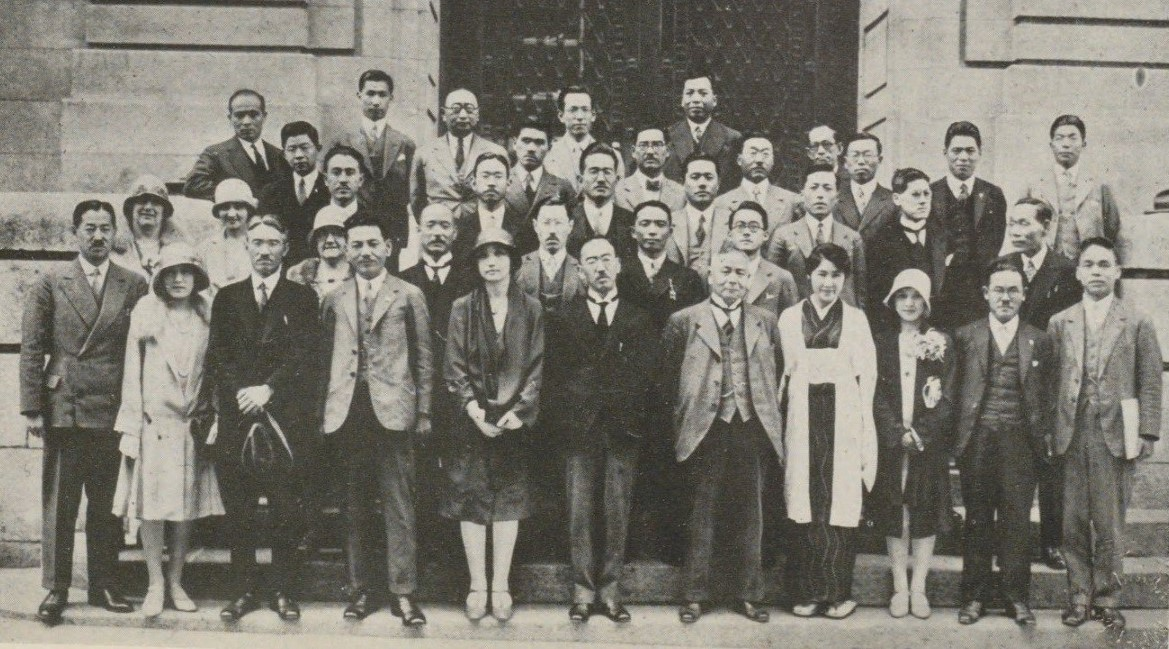
1929年ジュネーブ国際労働会議に参加。最前列左から3人目

鳥取県岩美郡岩井村（現・岩美町）に、温泉旅館「岩井屋」を経営していた松岡常次郎の三男として生まれる。1902年岩井高等小学校を卒業するが、家業が傾き、上級学校への進学は果たせなかった。しばらく地元で石油の行商、郵便局集配人を務めた後、1904年舞鶴海軍工廠の職工となる。舞鶴時代に、教会の英語教室に通い始めたのがきっかけで1906年キリスト教に入信する。後に、日本基督教団富士見町教会の会員になった。
その後機械工としてのステップアップを図るべく、大阪の鉄工所、朝鮮総督府鉄道管理局竜山工場臨時工を経て、1910年室蘭の日本製鋼所に入る。
室蘭時代に、吉野作造や安部磯雄の著書に親しみ、キリスト教社会主義に関心を持つようになる。やがて1914年友愛会室蘭支部が結成され、松岡は発会式に訪れた会長鈴木文治の人柄に感銘を受け入会する。松岡もまた鈴木に見込まれ、1917年鈴木の要請に応え、友愛会専従となるため日鋼を退職し上京、友愛会の労働組合化に尽力。1921年友愛会は日本労働総同盟と改称された。
筋金入りの非妥協的反共主義者で、1923年10月には総同盟内部における左派台頭に反発して主事兼会計を辞任するが、翌1924年6月には中央争議部長として早くも復帰。1925年には中央委員として、関東地方評議会等の左派組合の除名に際し主導的な役割を担った。その一方で野田醤油（現・キッコーマン）争議（1927年～1928年）など多くの争議を指導し、消費組合等の事業活動も推進した。
1926年5月、ジュネーブで開催された第8回国際労働会議に日本労働総同盟社会部長婦人部長の肩書で政府顧問として出席する。また、同年には社会民衆党の設立に参画し中央委員となる。1932年総同盟会長に就任。右派労働組合の大同団結を図るべく、1936年全日本労働総同盟を結成し、引き続き会長を務めた。
満州事変以降、労働運動に対する体制側の圧迫は厳しさを増し、労働運動の存続を図るため、1937年にはストライキ撲滅等の銃後三大運動を決議するなど、時流への迎合を余儀なくされた。その後官製の産業報国運動が展開されると、松岡は労働組合解消につながるとして強く反対。官憲の圧迫が執拗に加えられるなか、1940年断腸の思いで総同盟を解散する。1942年の翼賛選挙に非推薦で立候補したが落選した。

### 戦後

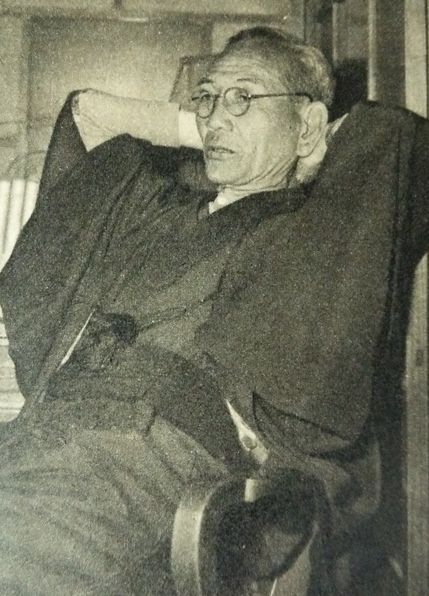
1953年

終戦とともに労働組合再結成に動く。1946年8月1日、日本労働組合総同盟結成大会があり会長に就任する。また同年の第22回衆議院議員総選挙に日本社会党公認で旧東京2区から出馬し当選。以後当選6回。1947年衆議院議長に就任。初の無産政党出身の議長であり、新時代の到来を強く印象付けた。
1956年12月の国際連合加盟に際し、重光葵外務大臣に同行し国際連合総会に出席。
1958年8月14日、肝臓病のため死去。70歳。死去に際して侍従が派遣され祭粢料を賜った。

## 評価
- 松岡は争議にあたっては資本家・経営陣側の立場も考慮し、時には労働者側に不利な条件で妥結することもあった。そのため、反対派からは「ダラ幹（「堕落した幹部」の意味）」呼ばわりもされたが、個人的にはおよそ腐敗とは縁遠く、特に金銭の取り扱いについては極めて厳格であったという。
- 松岡の最大の敵は、労働組合を「革命家の育成所」とみなす階級的労働組合主義の左派であった[1]。また一方で企業内組合についても「御用組合では『産業人としての労働者』の訓練は不可能であり、結局、国民生活の向上につながる産業の発展を期すことはできない」と批判の対象であった[1]。
- 首尾一貫、左右いずれの観念的な思想に与することなく、現実主義・漸進主義を貫いた人生であった。そのため左派優位の社会党では長らく評価は低く、松岡の思想や組織運営などは民社党に色濃く受け継がれた。